# Oecomys sydandersoni
Oecomys sydandersoni és una espècie de mamífer rosegador arborícola del gènere Oecomys que viu a fragments de boscos de l'est de Bolívia. Es tracta d'una espècie de mida mitjana i un pes d'aproximadament 45 g. Té el pelatge majoritàriament grisenc i marronós i les potes posteriors curtes, amples i dotades de coixinets ben desenvolupats.
O. sydandersoni fou recollit per primera vegada el 1964, però no fou descrit formalment fins al 2009. Els seus parents més propers podrien ser O. concolor i O. mamorae, que viuen més al nord i més al sud de Sud-amèrica, respectivament. Entre altres característiques, aquestes tres espècies comparteixen una peculiar configuració de les artèries del cap. No se sap gairebé res sobre el seu mode de vida.

## Taxonomia
Els primers tres espècimens de O. sydandersoni foren recollits el 1964 i el 1965 per una expedició del Museu Americà d'Història Natural encapçalada per Sydney Anderson. Un informe sobre els trombicúlids de la zona s'hi referí de passada, mentre que articles publicats a la dècada del 1990 els identificaren provisionalment com a O. concolor. Al llarg d'una sèrie d'estudis duts a terme al Parc Nacional Noel Kempff Mercado (PNNKM) entre el 1997 i el 2006, Louise Emmons i col·laboradors obtingueren una gran quantitat d'espècimens d'Oecomys pertanyents a quatre espècies diferents: O. bicolor, O. roberti, O. trinitatis i una quarta espècie que no foren capaços d'identificar. El 2009, Michael Carleton, Louise Emmons i Guy Musser descrigueren aquesta última com a nova espècie amb el nom d'Oecomys sydandersoni, alhora que hi referien els espècimens recollits el 1960 i anteriorment identificats com a O. concolor. Aquest tàxon fou anomenat en honor de Sydney Anderson, per la seva feina sobre els mamífers de Bolívia, incloent-hi la primera troballa d'O. sydandersoni.
Els seus parents més propers podrien ser O. concolor, de l'Amazònia septentrional (nord-oest del Brasil, sud de Veneçuela i est de Colòmbia), i O. mamorae (Bolívia, el Paraguai, la part adjacent del Brasil i, possiblement, el nord-est de l'Argentina). Aquestes tres espècies comparteixen una peculiar configuració de les artèries del cap coneguda com a «patró circulatori caròtide arterial derivat», que només es dona en el gènere Oecomys, així com una semblança general en altres aspectes. Tanmateix, O. sydandersoni es diferencia de les altres dues espècies en característiques del pelatge i la mida. Encara no s'ha determinat mitjançant dades moleculars si realment són parents propers.
Les tres espècies formen part del gènere Oecomys, que conté una quinzena d'espècies oriündes dels boscos de Sud-amèrica i el sud de Centreamèrica. Oecomys és un dels gèneres que formen la tribu dels orizominis («ratolins d'arrossar»), un conjunt divers de rosegadors americans que abasta més de cent espècies i que al seu torn forma part de la subfamília dels sigmodontins i la família dels cricètids juntament amb centenars d'altres espècies de rosegadors majoritàriament petits.

## Descripció
O. sydandersoni és una espècie mitjana d'Oecomys. És més gran que O. bicolor però més petit que O. concolor i O. mamorae, per exemple. El seu pelatge curt, suau i fi és de color marró ocraci brillant a lleonat pàl·lid a la part superior, to que canvia força sobtadament a la part inferior, generalment grisa. El pelatge del mentó, el coll i part de la panxa és completament blanc. El cap és més grisenc que la resta de la part superior, mentre que les parpelles són negres. Les orelles, que estan cobertes d'una capa fina de pèls curts, són de color marró a marró grisenc. Les potes posteriors, curtes i amples, són de color blanc brut i presenten caràcters típics d'aquest gènere, incloent-hi coixinets ben desenvolupats, flocs unguials als dits i un cinquè dit llarg. De mitjana, la cua és més llarga que el cap i el cos, però és curta en comparació amb la d'altres espècies del gènere Oecomys. És de color marró, amb una part un xic més pàl·lida a la part inferior, prop de la base. La cua té pocs pèls i culmina en una mena de llapis rudimentari. No s'han trobat indicis de dimorfisme sexual.
| Mesura                           | Interval   | Mitjana  |
| -------------------------------- | ---------- | -------- |
| Llargada de cap i cos            | 109-166 mm | 125,0 mm |
| Llargada de la cua               | 115-145 mm | 132,8 mm |
| Llargada de les potes posteriors | 21-27 mm   | 24,1 mm  |
| Llargada de les orelles          | 15-19 mm   | 16,4 mm  |
| Massa                            | 30-57 g    | 44,9 g   |

El crani presenta una part anterior (rostre) curta i una regió interorbitària ampla. Hi ha làmines interorbitàries al sostre del neurocrani. Els forats incisius, que perforen la part anterior del paladar, són molt amples i s'estenen entre les primeres molars. Les làmines zigomàtiques (les porcions anteriors planes dels arcs zigomàtics) tenen una gran extensió i presenten osques ben desenvolupades a l'extrem anterior. El paladar en si és pla i arriba una mica més enllà de les terceres molars. Hi ha fosses palatals posterolaterals prop de les terceres molars. La fossa mesopterigoidal, una obertura situada darrere del final del paladar, és arrodonida al davant i ampla. En general hi ha un puntal alisfenoidal que separa dos forats, el forat buccinatomasticatori i el forat oval accessori. La paret tegmentària de la cavitat timpànica és petita.
Les incisives superiors són opistodontes, amb la superfície de masticació situada darrere del pla vertical de les incisives. Com és habitual en el seu gènere, O. sydandersoni té les molars braquiodontes (de corona baixa) i bunodontes (amb cúspides més altes que les crestes que les connecten). Hi ha crestes accessòries, com ara mesolofs. L'anterocon (cúspide anterior) de la primera molar superior es divideix en dues cúspides més petites i connectades per una cresta en els exemplars joves, però s'acaben fusionant a causa del desgast.

## Distribució i història natural
S'han trobat exemplars de O. sydandersoni als departaments de Beni i Santa Cruz, a l'est de Bolívia, incloent-hi el Parc Nacional Noel Kempff Mercado (PNNKM), on hi ha la localitat tipus. Gairebé tots els espècimens provenen de fragments boscosos situats a herbassars inundats estacionalment, on és el rosegador més comú. Un altre orizomí, Hylaeamys acritus, viu al mateix hàbitat, igual que la rata espinosa Proechimys longicaudatus i l'opòssum Marmosa murina. És absent dels boscos més extensos i els herbassars sense grans fragments boscosos. Així doncs, O. sydandersoni és un mamífer altament especialitzat amb una distribució petita. Entre les altres espècies oriündes del PNNKM amb una distribució poc extensa hi ha Hylaeamys acritus, els akodontinis Juscelinomys guaporensis i J. huanchacae i l'opòssum Cryptonanus unduaviensis.
Tots els espècimens del PNNKM foren capturats dalt de plantes, cosa que suggereix que es tracta d'una espècie arborícola, igual que els seus congèneres. El trombicúlid Eutrombicula batatas ha sigut observat sobre O. sydandersoni. No se sap res més sobre la seva història natural, el seu comportament, la seva dieta, la seva reproducció i el seu estat de conservació.